# Krukienice
Krukienice (ukr. Крукеничі) – wieś (dawniej miasteczko) na Ukrainie w obwodzie lwowskim, w rejonie jaworowskim (do 2020 roku w rejonie mościskim). Liczy 994 mieszk.
Miasteczko założone w 1490 roku. W latach 1920–1945 Krukienice leżały w powiecie mościskim w woj. lwowskim w gminie Pnikut. Pod okupacją niemiecką w Polsce siedziba wiejskiej gminy Krukienice. Miejscowość została zajęta 30 lipca 1944 przez Armię Czerwoną.
Po konferencji jałtańskiej (4–11 lutego 1945) Tymczasowy Rząd Jedności Narodowej, wyłoniony w konsekwencji jej ustaleń, podpisał 16 sierpnia 1945 umowę z ZSRR, uznając nieco zmodyfikowaną linię Curzona za wschodnią granicę Polski, na podstawie porozumienia o granicy, zawartego pomiędzy PKWN i rządem ZSRR 27 lipca 1944. W konsekwencji umowy Krukienice znalazły się w granicach ZSRR, na terytorium Ukraińskiej SRR, stanowiąc siedzibę rejonu krukienickiego (do 1959). Od 1991 w granicach niepodległej Ukrainy.
Zachował się w nim budynek dawnego dworu Drohojowskich.
Urodziła się tu Zofia Maternowska ps. „Przemysława”- dama orderów Virtuti Militari, Krzyża Walecznych i Złotego Krzyża Zasługi z Mieczami.